# 井田制

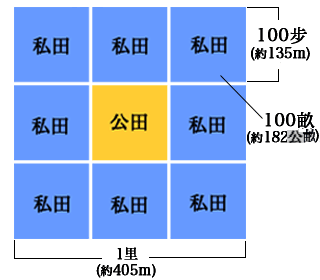
井田制圖解（据《榖梁傳·宣公十五年》）

井田制是中国春秋以前土地公有制的实现形式。井田就是方块田。“井田”一词，最早见于《榖梁传·宣公十五年》：“古者三百步为里，名曰井田”“井田者，九百亩，公田居一。”

## 历史记载
据载，夏朝曾实行过井田制。商朝、周朝的井田制因夏而来。到西周时已经发展很充分。《周礼·地官·小司徒》载：“乃经土地而井牧其田野，九夫为井，四井为邑，四邑为丘，四丘为甸，四甸为县，四县为都，以任地事而令贡赋，凡税敛之事。”到春秋时期，由于铁制农具的和牛耕的普及，使得农业生产力大大地提升，庶民都自己开垦私田，而荒廢公田，井田制逐渐瓦解，使得井田制“唯莠骄之”。
井田制就是把耕地划分为一定面积的方田，周围有水沟，阡陌纵横，像一个井字。一人耕种大约100亩（约合今182公亩）。100亩为一个方块，称为“一田”。甲骨文中的“乢囲”字也是由此而来，被认为是井形块状耕地的证据。一井分为9个方块，周围的8块田由8户耕种，谓之私田，私田收成全部归耕户所有；中间是公田，由8户共耕，收入全归封邑贵族所有。《詩小雅·大田》稱：“雨我公田，遂及我私”。但实际上并不是每块井田都是900亩，还存在诸如800亩，1000亩这样的特殊情况。
井田制的史料1930年代以前僅來自於《孟子》與《周禮》，或者再參考《詩經》。1980年代伴隨金文、甲骨文及陶文等大量出土、釋讀，證實井田制的存在似乎應該已不成問题，多數學者也抱持肯定態度。持否定態度者則認為，在《孟子》之前，没有关于井田制度的记载。有学者仍然缺乏考古支持下猜想，井田制度可能仅是一种乌托邦式的理想制度，“有很多理想化成分”。由于实际地形地貌的千差万别，这种制度可能从未得到严格的实施。胡適在《井田辩》一文中就認為孟子所讲的井田制是传说加想象。郭沫若承认有井田制，“周制百步为亩，一夫百亩，称为一田，是井田的基本单位”，但他认为孟子所说的井田“完全是孟子的乌托邦式的理想化”。唐兰认为“那末，田十田是田一千亩。”范文澜亦否认井田制：“西周领主们的土地疆界纵横交错，像无数的井字，但并没有一井九百亩的那种划分，与邑密切相关的井，也不是孟子所说的井。”
井田制度是可以还原出来的中国夏、商、周三代社会的基本政治经济制度，可以将它定义为：井田制度是建立在以井田作为一种有效的产权供给制度为基础的中国夏、商、周三代社会的农业生产方式及其制度结构安排的总体描述；同时也可以解释为微观经济活动如何与宏观价值构造相结合，以实现资源包括资源与社会资源兑现率最大化的一种社会政治经济关系。结果，随着这种产权制度的有效性的丧失而失去其现实意义并退出历史舞台。
公元前361年，商鞅在秦国实施改革，主要内容有：“废井田”、“开阡陌”、“民得买卖”、承认土地私有。
明朝建文帝重臣方孝孺曾提议恢复井田制，建文帝也与他商议，后建文帝在靖难之役中被推翻，此事遂不果。

## 軼事
清朝最後一位台灣籍進士汪春源，因讚賞“一夫受田百畝”的主張和推崇井田制，而將其四個兒子分別命名為受田、大田、福田、圻田。